# Seo In-guk
Seo In-guk (en hangul, 서인국; Ulsan, 23 de octubre de 1987) es un cantante y actor surcoreano, que inició su carrera musical después de ganar el concurso de talentos Superstar K en 2009, y como actor debutando en la serie Love Rain de 2012.

## Primeros años
Seo In-guk proviene de una familia de Ulsan, Corea del Sur quienes trabajaban en la recolección de materiales reciclables. Su sueño de convertirse en cantante empezó cuando él tenía 10 años, después de escuchar al cantante de rock Kim Jung Min. Siendo un muchacho tímido, el joven Guk descubrió su talento para los escenarios en las reuniones familiares y eventos escolares. Estudió música aplicada en la Universidad de Daebul, y finalmente comenzó a audicionar para algunas de las mayores agencias de entretenimiento. Después de ser rechazado y escuchar que bajara de peso en varias ocasiones, Guk tuvo problemas con la bulimia, pero el vómito sólo dañó sus cuerdas vocales temporalmente.

## Carrera
En agosto del 2019 se anunció que se había unido a la agencia "Story J Company".

### 2009: Super Star K
A pesar de los contratiempos, nunca abandonó su sueño por completo y en el 2009 ingresó al concurso de talentos Super Star K de Mnet, siendo el ganador de la primera temporada. 
Luego de ganar el concurso, se convierte en el centro de atención, con una apretada agenda de grabaciones, sesiones de fotos, entrevistas y programas de televisión, seguido del lanzamiento de sencillos y álbumes. Pero también tuvo que lidiar con las consecuencias negativas de la fama, incluyendo rumores de cirugía plástica, ser ignorado por las tres cadenas televisivas más importantes por surgir de una cadena de cable, y ser etiquetado como "estrella instantánea". 

### 2012: Debut en la actuación yReply 1997
En el 2012, Guk formó parte del elenco de musical nacional Gwanghwamun Love Song. A continuación hizo su debut como actor en la pantalla chica con un rol secundario en el drama Love Rain. Con el objetivo de ampliar su carrera en Japón, Guk firmó con la agencia japonesa Irving Entertainment.  
Guk consiguió su primer rol protagónico a mediados de ese año, en el drama Reply 1997. Guk encarnó a un adolescente enamorado de su mejor amiga de la niñez. Este drama consiguió altos niveles de audiencia y críticas positivas. 
Poco después apareció en The Sons (también conocido como Rascal Sons), drama familiar de fin de semana con 50 episodios. Guk manifestó más adelante que decidió participar en este drama porque quería observar y aprender del elenco de alto nivel que tenía.

### 2013: Retorno a la Música y Primera Película
Guk se unió al recién estrenado programa de variedades I Live Alone en enero del 2013 (del que se retiró 6 meses después por compromisos de trabajo). Además formó parte del elenco de la película Police Family, una comedia romántica acerca de una chica proveniente de una familia de policías que se casa con un joven proveniente de una familia de delincuentes.
Guk retomó su carrera musical en abril de 2013 con el lanzamiento de su miniálbum Whit Laughter or with Tears. La actriz Goo Hye Sun aparece en el video musical de "Whit Laughter or with Tears" y representa la agonía después de una ruptura. Junto a ella también colaboró en el sencillo "Were We Happy" que fue compuesto y escrito por la actriz.  Unas semanas después, Guk realiza su debut japonés con el sencillo "Fly Away". 
En junio del 2013, Guk fue escogido para participar en Master's Sun, un drama de horror y con comedia romántica escrito por las hermanas Hong, interpretando a un exsoldado que sirvió en la División Zaytun y después de su licenciamiento se convierte en el jefe de seguridad de centro comercial. 
En octubre del 2013, Guk protagonizó su primera película llamada No Breathing, junto a Yuri de Girls' Generation y Lee Jong Suk.
Guk realizó un cameo en la segunda parte de Reply, llamada Reply 1994.

### 2014: Continuación en la Actuación
El 15 de enero de 2014, Guk lanzó su primer álbum de estudio japonés llamado Everlasting, llegando a la posición 9 en las listas diarias de Oricon.
Guk realizó un doble rol en Another Parting, una miniserie de 5 episodios acerca de un hombre y una mujer que se conocen en el momento final de sus vidas y pasan un día especial juntos. Producido por LOEN Entertainment, el drama se estrenó el 17 de febrero de 2014 a través del canal de cable Dramacube (también se trasmitió a través de Youtube y BTV).
Queriendo probar otro género además de la comedia romántica, Guk participó en la película Wild Dog, donde interpretó a un joven gánster.
En abril, Guk junto a Lee Ha Na fueron elegidos como los protagonistas de High School King trasmitido por TvN, en este drama Guk interpreta a Lee Min Suk. El drama empezó a trasmitirse el 16 de junio de 2014. Así mismo, Seo In Guk participó en la banda sonora de este drama, lanzando el sencillo "Finding Myself".
Guk hace su regreso musical con "BOMTANABA", sencillo lanzado el 14 de mayo de 2014, llegando al puesto número uno de varias listas musicales surcoreana a horas de su lanzamiento. El video musical para esta canción fue revelado un día antes y fue dirigido por Digipedi
El 24 de septiembre, se confirmó que Guk tomaría el rol principal masculino de The King’s Face, convirtiéndose en su primer drama de corte histórico y donde comparte roles con Lee Sung Hae y Jo Yoon Hee. El drama comenzó a emitirse el 19 de noviembre de 2014
El 19 de abril de 2021 realizó una aparición especial durante el novelo episodio de la serie Like Butterfly (también conocida como "Navillera") donde interpetó a Hwang Hee, un popular bailarín que captura las miradas de todos en el estudio con su aura fluida y elegante.
El 10 de mayo del mismo año se unió al elenco principal de la serie Doom at Your Service (también conocida como "One Day Destruction Came Through My Front Door") donde dio vida a Myeol Mang, el dios encargado de la desctrucción y ruina de los seres humanos cuya perspectiva cambia cuando conoce a Tak Dongkyung (Park Bo-young) de quien se enamora profundamente, hasta el final de la serie el 29 de junio del mismo año.
El 26 de mayo del mismo año apareció como parte del elenco principal de la película Pipeline donde interpretó a Pindol.
En 2022 se unirá al elenco de principal de serie Minamdang donde dará vida a Nam Han-joon.
Ese mismo año se espera que se una al elenco principal de la serie Smoking Gun donde podría interpretar a Kim Do-young, un analista del Servicio de Inteligencia Nacional sospechoso de haber cometido un delito después de la pérdida de su memoria.

## Vida personal
En diciembre de 2017 se anunció que estaba saliendo con la cantante Park Bo-ram. En mayo de 2018 se anunció que la relación había terminado después de dos años.
El 29 de marzo de 2022, su agencia anunció que había dado positivo para COVID-19 por lo que había detenido todas sus actividades programadas y se encontraba tomando las medidas necesarias para su recuperación.

## Filmografía

### Series de televisión
| Año     | Título                             | Papel                                       | Canal         | Notas                     | Ref.          |
| ------- | ---------------------------------- | ------------------------------------------- | ------------- | ------------------------- | ------------- |
| 2012    | Love Rain                          | Kim Chang Mo (1970s) / Kim Jeon Seol (2012) | KBS2          |                           |               |
| 2012    | Reply 1997                         | Yoon Yoon-jae                               | tvN           |                           |               |
| 2012    | The Sons                           | Yoo Seung-gi                                | MBC           |                           |               |
| 2013    | Master's Sun                       | Kang Woo                                    | SBS           |                           |               |
| 2013    | Reply 1994                         | Yoon Yoon-jae                               | tvN           | Aparición especial        |               |
| 2014    | Another Parting                    | Ahn Young-mo                                | Dramacube     |                           |               |
| 2014    | High School King                   | Lee Min-suk                                 | tvN           |                           |               |
| 2014    | La Cara del Rey                    | Príncipe Gwang Hee                          | KBS2          |                           |               |
| 2015    | Hello Monster                      | Lee Hyun                                    | KBS2          |                           |               |
| 2015    | Oh My Ghostess                     | Edward                                      | tvN           | Aparición especial        |               |
| 2015    | She Was Pretty                     | -                                           | MBC           | Aparición especial        |               |
| 2016    | 38 Revenue Collection Unit         | Yang Jeong-do                               | OCN           |                           |               |
| 2016    | Shopaholic Louis                   | Louie/Kang Ji-sung                          | MBC           |                           | [ 31 ]        |
| 2018    | Hundred Million Stars From the Sky | Kim Moo-young                               | tvN           |                           | [ 32 ]        |
| 2019    | Abyss                              | -                                           | tvN           | Aparición especial        | [ 33 ]        |
| 2021    | Like Butterfly                     | Hwang Hee                                   | tvN / Netflix | Aparición especial, ep. 9 | [ 34 ] [ 35 ] |
| 2021    | Doom at Your Service               | Kim Sa-ram "Ruin" / Myeol Mang              | tvN           | 16 episodios              | [ 36 ] [ 37 ] |
| 2022    | Minamdang                          | Nam Han-joon                                | KBS2          |                           |               |
| 2023-24 | El juego de la muerte              | Choi Yi-jae                                 | TVING         | Serie web en 8 episodios  | [ 38 ]        |
| Próx.   | Smoking Gun                        | Kim Do-young                                | MBC           |                           |               |

### Series web
| Año  | Título        | Papel   | Plataforma | Notas                |
| ---- | ------------- | ------- | ---------- | -------------------- |
| 2022 | Soundtrack #1 | Jay Jun | Disney+    | (aparición especial) |

### Películas
| Año  | Título               | Papel          | Ref.          |
| ---- | -------------------- | -------------- | ------------- |
| 2013 | Police Family        | Sin estrenarse |               |
| 2013 | No Breathing         | Won Il         |               |
| 2014 | Wild Dog             | Tae Woo        |               |
| 2021 | Pipeline             | Pindol         | [ 39 ] [ 40 ] |
| 2022 | Project Wolf Hunting | Park Jong-doo  | [ 41 ]        |
| 2023 | The Boys             | Lee Jae-seok   | [ 42 ]        |

### Presentador
| Año  | Título                    | Función                  | Ref.   |
| ---- | ------------------------- | ------------------------ | ------ |
| 2021 | 57th Baeksang Arts Awards | Presentador de categoría | [ 43 ] |

### Apariciones en videos musicales
| Año  | Título                            | Artista                |
| ---- | --------------------------------- | ---------------------- |
| 2012 | "Please Don't..."                 | K.Will                 |
| 2013 | "Would You?"                      | Swings feat. NS Yoonji |
| 2013 | "Pick Up the Phone"               | Phone                  |
| 2024 | "No Sad Song for my Broken Heart" | K.Will                 |

### Apariciones en programas de variedades
| Año        | Programa                             | Notas                                    |
| ---------- | ------------------------------------ | ---------------------------------------- |
| 2021       | My Little Old Boy (My Ugly Duckling) | invitado                                 |
| 2021       | Omniscient Interfering View          | invitado                                 |
| 2016       | Law of the Jungle in Mongolia        | miembro - ep. 229 - 233                  |
| 2015       | Law of the Jungle in Indochina       | miembro - ep. 154 - 158                  |
| 2014       | Running Man                          | invitado - ep. 184                       |
| 2013       | I Live Alone                         | miembro - ep. 1-14 invitado - ep. 16, 26 |
| 2012, 2013 | Hello Counselor                      | Invitado, ep. 78 y 148                   |
| 2025       | Better Alone Than Single             | Cupido/Coach, ep. 1 al ep. 10            |

### Musicales de Teatro
| Año  | Título                | Papel    |
| ---- | --------------------- | -------- |
| 2012 | Gwanghwamun Love Song | Hyun Woo |

## Revistas / sesiones fotográficas
- 2021: Marie Claire Magazine[48]
- 2021: Elle Magazine[49]

## Discografía
| Miniálbum/EP - 2010: Just Beginning - 2010: Baby Boy - 2012: Perfect Fit - 2013: With Laughter Or With Tears con Koo Hye Sun Sencillos - 2009: "Call" - 2009: "Ran" - 2010: "Take" - 2011: "Broken" - 2011: "Shake It Up" - 2011: "Take # 1 - Vol. 3" - 2013: "All I Want is U" Ft. Verbal Jint - 2014: "BOMTANABA" Colaboraciones - "Loved You" - Junto a Zia - "Christmas Time" - Junto a Lisa, Altair, Hyung, Bekha, Brian - "Winter Confession" - Sung Si Kyung, Park Hyo Shin, VIXX Bandas Sonoras - 2013: "No Matter" para Master's Sun - 2012: "Just The Way We Love" para Reply 1997 - 2012: "All For You" para Reply 1997 - 2012: "Destiny" para Love Rain - 2014: "Finding Myself" para High School King | Álbum de Estudio - 2014: Everlasting Sencillos - 2013: "Fly Away" - 2013: "We Can Dance Tonight" |

### Programas Musicales
M! Countdown
| Año  | Fecha      | Canción             |
| ---- | ---------- | ------------------- |
| 2010 | 20 de mayo | 사랑해 U ("Love U") |

Music Triangle
| Año  | Fecha            | Canción                             |
| ---- | ---------------- | ----------------------------------- |
| 2012 | 19 de septiembre | "All For You" (Junto a Jung Eun Ji) |

## Premios y nominaciones
| Año  | Premiación                   | Categoría                              | Trabajo Nominado                    | Resultado |
| ---- | ---------------------------- | -------------------------------------- | ----------------------------------- | --------- |
| 2009 | Cyworld Digital Music Awards | Revelación Masculina del Año           | "Call"                              | Ganó      |
| 2012 | 5th Korea Drama Awards       | Mejor Pareja junto a Jung Eun Ji       | Reply 1997                          | Ganó      |
| 2012 | 5th Korea Drama Awards       | Mejor Nuevo Actor                      | Reply 1997                          | Ganó      |
| 2012 | 5th Style Icon Awards        | Top 10 Style Icons junto a Jung Eun Ji | Reply 1997                          | Ganó      |
| 2012 | 1st K-Drama Star Awards      | Rising Star Award                      | Reply 1997                          | Ganó      |
| 2012 | 1st K-Drama Star Awards      | Mejor Pareja junto a Jung Eun Ji       | Reply 1997                          | Ganó      |
| 2012 | 1st K-Drama Star Awards      | Mejor Banda Sonora                     | "All for You" (Junto a Jung Eun Ji) | Ganó      |
| 2012 | 14th Mnet Asian Music Awards | Mejor Banda Sonora                     | "All for You" (Junto a Jung Eun Ji) | Ganó      |
| 2012 | 4th Melon Music Awards       | Mejor Banda Sonora                     | "All for You" (Junto a Jung Eun Ji) | Ganó      |
| 2012 | MBC Drama Awards             | Mejor Nuevo Actor                      | The Sons                            | Nominado  |
| 2012 | KBS Drama Awards             | Mejor Nuevo Actor                      | Love Rain                           | Nominado  |
| 2013 | 2nd Gaon Chart K-Pop Awards  | Canción del Año (septiembre)           | "All for You" (Junto a Jung Eun Ji) | Ganó      |
| 2013 | 49th Baeksang Arts Awards    | Mejor Nuevo Actor de TV                | Reply 1997                          | Nominado  |
| 2013 | SBS Drama Awards             | Nueva Estrella                         | Master's Sun                        | Ganó      |
| 2014 | 3rd Gaon Chart K-Pop Awards  | Canción del Año (diciembre)            | "Loved You" (junto a Zia)           | Ganó      |